# Corylophidae
Corylophidae je čeleď brouků z nadčeledi Cucujoidea.

## Taxonomie
V Evropě jsou 4 podčeledi

### Podčeleď Corylophinae
- tribus Corylophini
  - rod Corylophus Stephens, 1835
    - Corylophus cassidoides Marsham, 1802
    - Corylophus sublaevipennis Jacquelin du Val, 1859
    - Corylophus tectiformis Wollaston, 1854

  - rod Microstagetus
    - Microstagetus parvulus Wollaston, 1861
- tribus Parmulini
  - rod Arthrolips Wollaston, 1854
    - Arthrolips convexiuscula Motschulsky, 1849
    - Arthrolips hetschkoi Reitter, 1913
    - Arthrolips humilis Rosenhauer, 1856
    - Arthrolips indescreta Peyerimhoff, 1917
    - Arthrolips nana Mulsant & Rey, 1861
    - Arthrolips obscura C.R.Sahlberg, 1833
    - Arthrolips picea Comolli, 1837

  - rod Clypastrea
    - Clypastrea brunnea C.Brisout de Barneville, 1863
    - Clypastrea maderae Kraatz, 1869
    - Clypastrea orientalis Reitter, 1877
    - Clypastrea palmi Bowestead, 1999
    - Clypastrea pusilla Gyllenhal, 1810
    - Clypastrea reitteri Bowestead, 1999
- tribus Sericoderini
  - rod Aposericoderus
    - Aposericoderus immigrans Israelson, 1987
    - Aposericoderus revelierei Reitter, 1878

  - rod Sericoderus Stephens, 1829
    - Sericoderus lateralis Gyllenhal, 1827
    - Sericoderus pecirkanus Reitter, 1908
- tribus Teplinini
  - rod Teplinus
    - Teplinus matthewsi Reitter, 1885
    - Teplinus velatus Mulsant & Rey, 1861

### Podčeleď Orthoperinae
- - rod Orthoperus Stephens, 1829
    - Orthoperus aequalis Sharp, 1885
    - Orthoperus anxius Mulsant & Rey, 1861
    - Orthoperus atomarius Heer, 1841
    - Orthoperus atomus Gyllenhal, 1808
    - Orthoperus brunnipes Gyllenhal, 1808
    - Orthoperus corticalis Redtenbacher, 1849
    - Orthoperus intersitus Bruce, 1951
    - Orthoperus nigrescens Stephens, 1829
    - Orthoperus pilosiusculus Jacquelin du Val, 1859
    - Orthoperus punctatus Wankowicz, 1865
    - Orthoperus rogeri Kraatz, 1874

### Podčeleď Rypobiinae
- tribus Gloeosomatini
  - rod Gloeosoma
    - Gloeosoma velox Wollaston, 1854
- tribus Rypobiini
  - rod Rypobius
    - Rypobius fiorianus Matthews, 1886
    - Rypobius praetermissus Bowestead, 1999